# Trapez (przyrząd gimnastyczny)

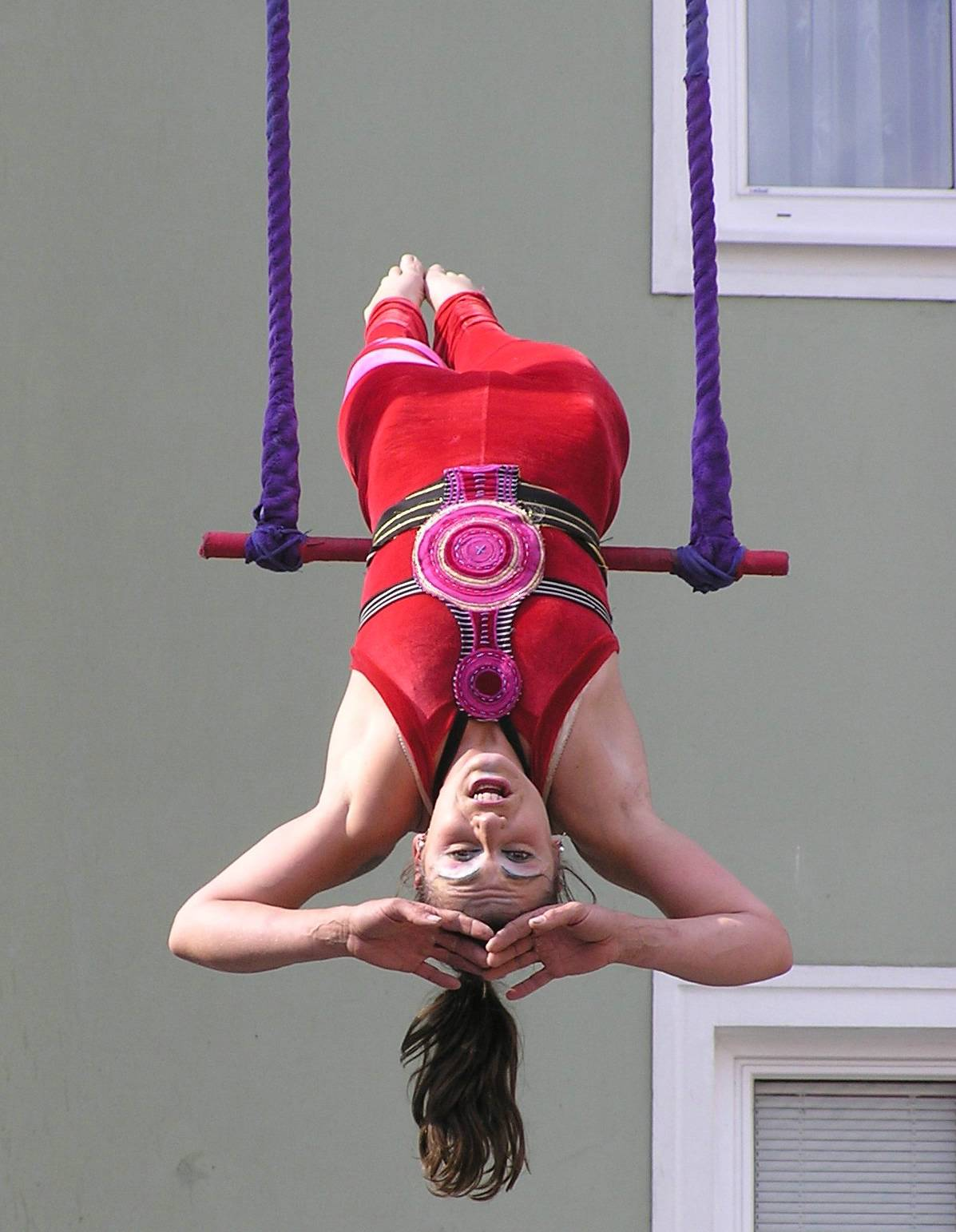
Akrobata na trapezie

Trapez (pochodzenie fr. trapéze z gr. trapézion) – przyrząd gimnastyczny w postaci drążka zawieszonego poziomo na linach. Drążek jest przyrządem wykorzystywanym do ćwiczeń, stosowanym również w akrobatyce cyrkowej.